# سیارک ۳۹۴۰۵
سیارک ۳۹۴۰۵ (به انگلیسی: 39405 Mosigkau، نامگذاری:1063T-1) سی و نه هزار و چهارصد و پنجمین سیارک کشف شده‌است که در ۲۵ مارس ۱۹۷۱ کشف شد.